# Zustandssumme
Die Zustandssumme {\displaystyle Z} ist ein wesentliches Werkzeug der statistischen Physik. Aufgrund des englischen Begriffs partition function wird die Zustandssumme auch Partitionsfunktion genannt, die aber nicht mit der Partitionsfunktion aus der Kombinatorik zu verwechseln ist.
Aus einer Zustandssumme (der Funktion, nicht dem Wert) lassen sich alle thermodynamischen Größen ableiten. Wenn die Teilchenzahlen {\displaystyle N} groß genug sind, kann man das System auch als kontinuierlich ansehen und die Zustandssummen als Zustandsintegrale formulieren.

## Mikrokanonische Zustandssumme
Die mikrokanonische Zustandssumme dient zur Beschreibung eines abgeschlossenen Systems mit konstanter innerer Energie {\displaystyle U}, Volumen {\displaystyle V} und Teilchenzahl {\displaystyle N} ohne Austausch mit der Umgebung im thermodynamischen Gleichgewicht. Das zugehörige Ensemble heißt mikrokanonisches Ensemble.
Es sei bereits an dieser Stelle darauf hingewiesen, dass es zwei unterschiedliche Definitionen für die mikrokanonische Zustandssumme gibt: Bei der einen Definition wird über alle Zustände mit Energie kleiner {\displaystyle U} summiert und bei der anderen Definition wird lediglich über die Zustände in der Energieschale um {\displaystyle U} summiert.

### Abzählbare Zustände
Zunächst werden solche Systeme betrachtet, die sich in einem aus einer endlichen oder abzählbaren Zahl von Mikrozuständen befinden können (Systeme mit überabzählbaren / kontinuierlichen Zuständen werden weiter unten diskutiert).
Für derartige Systeme ist (in der ersten Definition) die mikrokanonische Zustandssumme {\displaystyle Z_{\mathrm {m} }(U,N,V)} gegeben durch die Zahl jener Mikrozustände {\displaystyle \psi } eines abgeschlossenen Systems bei gegebener Energie {\displaystyle U}, Teilchenzahl {\displaystyle N} und Volumen {\displaystyle V} (und evtl. weiteren Parametern), deren Gesamtenergie {\displaystyle E_{\psi }(N,V)} kleiner oder gleich {\displaystyle U} ist:
{\displaystyle Z_{\mathrm {m} }(U,N,V)=\!\!\!\sum _{E_{\psi }(N,V)\leq U}\!\!\!1.}
In der zweiten verbreiteten Definition der mikrokanonischen Zustandssumme {\displaystyle z_{\mathrm {m} }} ist diese gegeben durch die Zahl der Zustände, deren Energie {\displaystyle E_{\psi }} im Intervall {\displaystyle (U,U+\Delta U]} liegt:
{\displaystyle z_{\mathrm {m} }(U,N,V)=\!\!\!\sum _{U<E_{\psi }(N,V)\leq U+\Delta U}\!\!\!1=Z_{\mathrm {m} }(U+\Delta U,N,V)-Z_{\mathrm {m} }(U,N,V).}
Befindet sich das System im Gleichgewicht (also im Zustand maximaler Entropie), so ist die Wahrscheinlichkeit, einen bestimmten Mikrozustand {\displaystyle \psi } anzutreffen:
{\displaystyle P(\psi |U,N,V)={\begin{cases}{\frac {1}{z_{\mathrm {m} }(U,N,V)}}&{\text{falls }}E_{\psi }(N,V)=U,\\0&{\text{sonst.}}\\\end{cases}}}

### Kontinuierliche Zustände
In der klassischen Mechanik werden häufig Systeme betrachtet, deren Mikrozustand sich kontinuierlich ändern kann. Ein Beispiel ist das ideale Gas. Der {\displaystyle \Gamma }-Raum (auch Phasenraum genannt) eines idealen Gases bestehend aus {\displaystyle N} Teilchen hat {\displaystyle 6N} Dimensionen: {\displaystyle 3N} Dimensionen für die Ortskoordinaten und {\displaystyle 3N} für die Impulskoordinaten. Jeder Punkt {\displaystyle (p,q)} im Phasenraum entspricht einem Zustand {\displaystyle \psi } des Systems mit Energie {\displaystyle E_{\psi }=H(p,q,N,V)}, wobei {\displaystyle H(p,q,N,V)} die Hamiltonfunktion des Systems mit Teilchenzahl {\displaystyle N} und Volumen {\displaystyle V} ist. Da die in der Mikrokanonik betrachteten abgeschlossenen Systeme eine konstante Energie haben, ergeben die erlaubten Zustände im {\displaystyle \Gamma }-Raum eine Hyperfläche, auf der sich das System bewegen kann. Die Zustandssumme für ein solches Gas ist das von dieser {\displaystyle H(p,q,N,V)=U}-Hyperfläche umschlossene Volumen, welches sich als Zustandsintegral schreiben lässt:

{\displaystyle Z_{\mathrm {m} }(U,N,V)\;=\int \limits _{H(p,q,N,V)\leq U}{\frac {\mathrm {d} ^{3N}p\;\mathrm {d} ^{3N}q}{h^{3N}N!}}=\int \limits _{\mathbb {R} ^{6N}}\theta (U-H(p,q,N,V)){\frac {\mathrm {d} ^{3N}p\;\mathrm {d} ^{3N}q}{h^{3N}N!}},}
wobei {\displaystyle \theta } die Heaviside-Funktion ist. Damit ist die Zustandsdichte bestimmt durch:
{\displaystyle D:={\frac {\mathrm {d} Z_{\mathrm {m} }(U,N,V)}{\mathrm {d} U}}=\int \limits _{\mathbb {R} ^{6N}}\delta (U-H(p,q,N,V)){\frac {\mathrm {d} ^{3N}p\;\mathrm {d} ^{3N}q}{h^{3N}N!}}.}
Hierbei ist {\displaystyle \delta } die Diracsche δ-Funktion. Es gilt
{\displaystyle D={\frac {\mathrm {d} Z_{m}(U,N,V)}{\mathrm {d} U}}=\lim _{\Delta U\to 0}{\frac {z_{m}}{\Delta U}}.}
Die Wahrscheinlichkeit, das Gas um einen bestimmten Zustand {\displaystyle (p,q)} herum anzutreffen, ist
{\displaystyle \mathrm {d} P(p,q|U,N,V)={\frac {1}{z_{\mathrm {m} }(U,N,V)}}\delta (U-H(p,q,N,V)){\frac {\mathrm {d} ^{3N}p\;\mathrm {d} ^{3N}q}{h^{3N}N!}}}.
Oft findet man auch eine andere Definition der mikrokanonischen Zustandssumme. Summiert bzw. integriert wird dann über die Energieschale von {\displaystyle U-\Delta U} bis {\displaystyle U} um die {\displaystyle U={\text{const}}}-Hyperfläche des Systems im {\displaystyle \Gamma }-Raum. Die Schale hat dabei die Breite {\displaystyle \Delta U}. Die diskrete Variante lautet (wie oben beschrieben)
{\displaystyle z_{\mathrm {m} }(U,N,V)=\sum _{U-\Delta U\leq E_{\psi }(N,V)\leq U}1};
für kontinuierliche Systeme ist die Zustandssumme dann
{\displaystyle z_{\mathrm {m} }(U,N,V)=\int \limits _{U-\Delta U\leq H(p,q,N,V)\leq U}{\frac {\mathrm {d} ^{3N}p\;\mathrm {d} ^{3N}q}{h^{3N}N!}}}.
Für {\displaystyle N\gg 1} nähern sich die Werte von {\displaystyle Z_{\mathrm {m} }} und {\displaystyle z_{\mathrm {m} }} einander an, da sich fast alle Zustände in der Randschale befinden.

## Kanonische Zustandssumme
In der kanonischen Gesamtheit wird nicht die Energie des Systems vorgegeben, sondern die Temperatur. Diese Gesamtheit heißt auch  Gibbs-Ensemble (siehe auch Kanonischer Zustand). Die Zustandssumme ist
{\displaystyle Z_{k}(N,V,T)=\sum _{i}\mathrm {e} ^{-{\frac {E_{i}}{k_{\mathrm {B} }T}}}}
mit der Boltzmann-Konstante {\displaystyle k_{\mathrm {B} }}. Die kanonische Zustandssumme kann äquivalent geschrieben werden als:
{\displaystyle Z_{k}(N,V,T)=\int \mathrm {d} E\,\sum _{i}\delta (E-E_{i})e^{-{\frac {E}{k_{\mathrm {B} }T}}}=\int \mathrm {d} E\,\rho (E)e^{-{\frac {E}{k_{\mathrm {B} }T}}}},
wobei die Zustandsdichte
{\displaystyle \rho (E):=\sum _{i}\delta (E-E_{i})}
eingeführt wurde.
Die Besetzungswahrscheinlichkeit eines Mikrozustandes {\displaystyle i} ist
{\displaystyle p_{i}={\frac {1}{Z_{k}(N,V,T)}}\mathrm {e} ^{-{\frac {E_{i}}{k_{\mathrm {B} }T}}}.}
Das kanonische Zustandsintegral im dreidimensionalen Raum ist
{\displaystyle Z_{k}(N,V,T)=\int \mathrm {e} ^{-{\frac {H(\mathbf {p,q} )}{k_{\mathrm {B} }T}}}\,{\frac {\mathrm {d} ^{N}\mathbf {p} \;\mathrm {d} ^{N}\mathbf {q} }{h^{3N}N!}}.}
Dabei ist {\displaystyle H} die Hamilton-Funktion. Der Gibbs-Faktor {\displaystyle 1/N!} stammt von der Ununterscheidbarkeit der Teilchen. Wenn man diesen Faktor wegließe, hätte man stattdessen {\displaystyle N} unterscheidbare Zustände und im Vergleich {\displaystyle N!} zu viele Mikrozustände, was das Gibbssche Paradoxon zur Folge hätte: Zwei durch eine Trennwand getrennte Mengen des gleichen idealen Gases weisen die gleiche Temperatur und den gleichen Druck auf. Beim Herausziehen der Trennwand beobachtet man ohne den Faktor  {\displaystyle 1/N!} fälschlicherweise eine Entropiezunahme.

## Großkanonische Zustandssumme
In der großkanonischen Gesamtheit wird statt der Teilchenzahl {\displaystyle N} das chemische Potential {\displaystyle \mu } vorgegeben. Die Wahrscheinlichkeit eines bestimmten Mikrozustandes {\displaystyle i} ist
{\displaystyle p_{i}={\frac {1}{Z_{g}(\mu ,V,T)}}\mathrm {e} ^{-{\frac {E_{i}-\mu N_{i}}{k_{\mathrm {B} }T}}}.}
Die Zustandssumme ist
{\displaystyle Z_{g}(\mu ,V,T)=\sum _{i}\mathrm {e} ^{-{\frac {E_{i}-\mu N_{i}}{k_{\mathrm {B} }T}}}.}
In integraler Schreibweise lautet die Zustandssumme bzw. das Zustandsintegral
{\displaystyle Z_{g}(\mu ,V,T)=\sum \limits _{N=0}^{\infty }\int \mathrm {e} ^{-{\frac {E(\mathbf {p,q} )-\mu N}{k_{\mathrm {B} }T}}}\,{\frac {\mathrm {d} \mathbf {p} \;\mathrm {d} \mathbf {q} }{h^{3N}N!}}.}
Man kann die großkanonische Zustandssumme aus der kanonischen Zustandssumme und der Fugazität {\displaystyle z=\exp(\mu /k_{\mathrm {B} }T)} erhalten:
{\displaystyle Z_{g}(\mu ,V,T)=\sum \limits _{N=0}^{\infty }Z_{k}(N,V,T)z^{N}=\sum _{N=0}^{\infty }Z_{k}(N,V,T)\,\mathrm {e} ^{\frac {\mu N}{k_{\mathrm {B} }T}}.}

## Berechnung der thermodynamischen Potentiale
{\displaystyle {\begin{alignedat}{3}S(N,V,E)&=&&k_{\mathrm {B} }&&\,\ln Z_{m}(N,V,E)\\F(N,V,T)&=-&&k_{\mathrm {B} }T&&\,\ln Z_{k}(N,V,T)\\\Omega (\mu ,V,T)&=-&&k_{\mathrm {B} }T&&\,\ln Z_{g}(\mu ,V,T)\end{alignedat}}}
Hierbei sind
- {\displaystyle S} die Entropie
- {\displaystyle F} die Freie Energie und
- {\displaystyle \Omega } das großkanonische Potential.